# 李春阳
李春阳（1968年2月2日—）是一名中国男子体操运动员。他在1992年巴塞罗那夏季奥林匹克运动会中，参加了男子体操团体比赛并获得银牌，也入圍自由體操的決賽。他也参加了1990年北京亚洲运动会，共收获一枚金牌和两枚银牌。